# Ālīpur
Ālīpur är en ort i Indien.   Den ligger i distriktet Kolkata och delstaten Västbengalen, i den östra delen av landet, 1 300 km sydost om huvudstaden New Delhi. Ālīpur ligger 6 meter över havet och antalet invånare är 90 320.
Terrängen runt Ālīpur är mycket platt. Runt Ālīpur är det mycket tätbefolkat, med 10 000 invånare per kvadratkilometer. Närmaste större samhälle är Calcutta, 5,3 km nordost om Ālīpur. Runt Ālīpur är det i huvudsak tätbebyggt.